# Своеземцы
Своеземцы, или земцы, — социальный слой крестьян-собственников. Был характерен для Новгородской и Псковской республик. Этого класса не существовало на всем пространстве княжеской Руси: там все крестьяне работали либо на государственных, либо на частных господских землях.
В областях вольных городов, напротив, встречаем сельский класс населения, очень похожий на крестьян, но владевший землей на праве собственности. Он назывался земцами или своеземцами. Этот класс в Новгородской земле, по-видимому, был довольно многочислен. По поземельной новгородской книге, составленной в 1500 году, в уездах Новгородском, Ладожском и Ореховском значится около 400 земцев, на землях которых обрабатывалось свыше 7 тысяч десятин; на каждого своеземца приходилось средним числом пашни десятин по 18. Итак, это вообще мелкие землевладельцы с небольшими хозяйствами.
Землевладение земцев отличалось некоторыми своеобразными чертами. Они редко владели землей в одиночку. Чаще всего своеземцы сидят гнездами, землевладельческими товариществами, связанными родством или договором. Многие владеют и пашут совместно, иные раздельно, живя вместе, в одной деревне или особыми деревнями, но приобретают землю обыкновенно сообща, в складчину; раздельное владение уже следствие раздела совместно приобретенной земли. Встречаем одно имение, в котором пашни было всего 84 десятины и которое принадлежало 13 совладельцам. Своеземцы или сами обрабатывали свои земли, или сдавали их в аренду крестьянам-половникам. По роду занятий и размерам участков своеземцы ничем не отличались от крестьян; но они владели своими землями на правах полной собственности. Такой характер их землевладения ясно обозначается в писцовых книгах. Своеземцы меняли и продавали свои земли, выкупали у родичей, отдавали в приданое за дочерьми; даже женщины, вдовы и сестры, являются владелицами и совладелицами таких земель.
Псковские летописи в рассказе о событиях, которыми сопровождалось падение Пскова, прямо называют земли своеземцев их «вотчинами». Каково было происхождение этого своеобразного класса в областях вольных городских общин? Следы этого происхождения ещё сохранились в городских поземельных книгах, составленных уже московскими писцами после падения Новгорода, в последние годы XV века. В городе Орешке, по книге 1500 года, рядом с «городчанами» обозначено 29 дворов своеземцев, из которых некоторые принадлежали к разряду лутчих людей. Эти своеземцы ясно отличены в книге от горожан, даже от «лутчих» горожан. Читая описание сельских погостов уезда, находим, что эти орешковские дворовладельцы-своеземцы владели ещё землями в Ореховском и других ближних уездах. Одни из них жили в городе, сдавая свои земли в аренду крестьянам; другие только числились в городском обществе, а жили в своих деревнях, отдавая городские свои дворы в аренду «дворникам» (постояльцам), которые за них и тянули городское тягло вместе с горожанами. Любопытно, что в одном разряде с землями своеземцев поземельная книга перечисляет и земли «купеческие». Среди своеземцев появляются изредка поповичи, отцы которых служили при городских церквах. Итак, сельский класс своеземцев образовался преимущественно из горожан: это были не сельские обыватели, приобретавшие дворы в городах, а чаще горожане, приобретавшие земли в уезде.
В Новгородской и Псковской земле право земельной собственности не было привилегией высшего служилого или правительственного класса, как в княжеской Руси; оно усвоено было и другими классами свободного населения. Городские, как и сельские, обыватели приобретали мелкие земельные участки в собственность с целью не только земледельческой, но и промышленной их эксплуатации, разводя лен, хмель и лесные борти, ловя рыбу и зверя; но, как люди небогатые, они складывались для этого в товарищества, в землевладельческие компании. Такие землевладельческие товарищества носили в Новгородской и Псковской земле специальные юридические названия сябров (соседей) и складников. К типу такого землевладения в складчину принадлежало и земецкое, и этим коллективным способом приобретения и владения оно отличалось от личного боярского и житьего.
С. И. Дмитриева, тщательно изучившая все данные о местах, где были записаны былины, показала в книге «Географическое распространение русских былин (по материалам конца XIX — начала XX в.)», что сохранившиеся былины связаны только с поселенцами, предки которых пришли на Русский Север из Новгородской земли, а не из Ростово-Суздальской земли. С. И. Дмитриева отметила деление на «высокие» (древние) и «низкие», «старшие» и «младшие» роды (похоже на «старую чадь» и «меньшую чадь» русских летописей), сохранившееся в северных деревнях у потомков новгородцев до XX века. Старшими считались роды, первыми пришедшие в край. Невесты из этих родов считались самыми желанными, и происхождение могло легко перевесить и внешность невесты, и размеры приданого. Когда же девушки исполняли «круги» — обряд обхода села в престольный праздник посолонь, по часовой стрелке, с особыми, только в этот день исполняющимися песнями, — то первые места в веренице были закреплены за девушками из «старших родов». Разница в родительском состоянии что-то определяла лишь среди девушек из «младших» семей. И именно «родовая знать» и была в основном хранительницей былин. Дмитриева предположила связь «старших родов» с осевшей на землю «гридью» — городской общинной дружиной, осевшей в Новгороде в XI—XII веках на землю и вошедшей в состав средних землевладельцев—своеземцев. Перенесение поэтических сказаний произошло вместе с тем населением, которое их сложило и запело ещё до XIV века, ибо в древнейших богатырских былинах нет упоминаний таких врагов Руси как Литва и ляхи.